# Ærø

Ærøs position i Danmark.

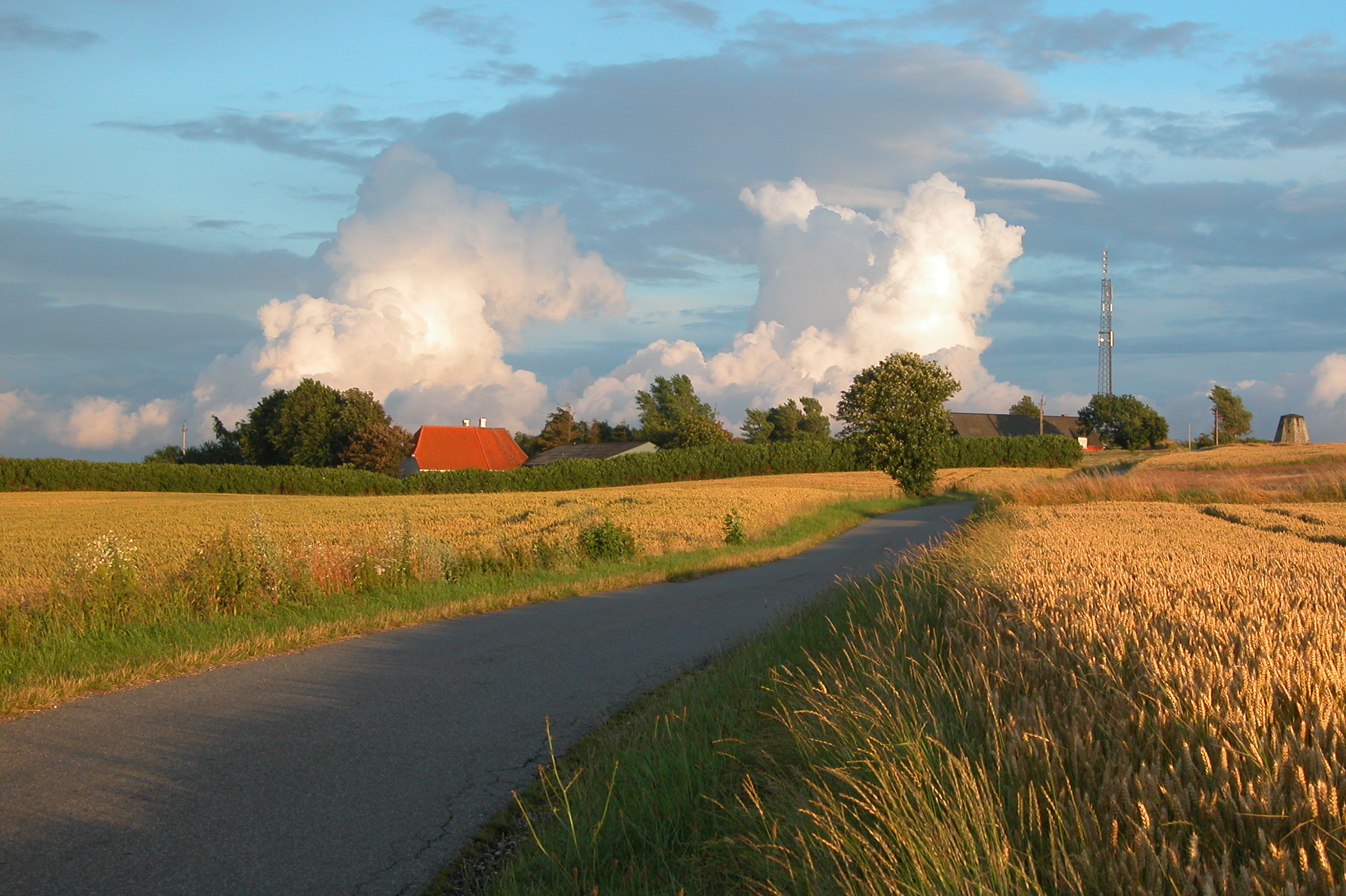
Norr om Bregninge

Ærøs inofficiella flagga

Ærø är en ö söder om Fyn i Danmark. Ön är 88 km² stor och har 6 286 invånare (2016). De största orterna på ön är Ærøskøbing och Marstal. Ön tillhör Ærø kommun. Ærøs flagga är förvillande lik Litauens, men har följande bakgrund: Flaggan härstammar från hertig Christian, som var Ærøs hertig från 1622 till 1633. Flaggan är beskriven i bouppteckningen efter honom. 
Flaggan var guldgul, sjögrön och rödfärgad i nio ränder. Den trefältade Ærøflaggan dök upp omkring 1960 – en modern version. På 1600-talet hade flaggor vanligtvis flera ränder. En rekonstruktion av den gamla flaggan kan ses på Søbygaard.